# Saint John (fiume della Liberia)
Il Saint John è un fiume dell'Africa occidentale (Liberia e Guinea), tributario dell'oceano Atlantico.
Ha origine dalla catena montuosa dei monti Nimba, in territorio guineano; scorre con direzione mediamente sudoccidentale (perpendicolare alla linea di costa) su tutto il percorso, drenando longitudinalmente la parte centrale del territorio liberiano. Sfocia nell'oceano Atlantico non lontano dalla città di Buchanan. I suoi principali affluenti sono il Mani e il Gbin.
Il fiume ha un regime tipico dell'Africa guineana, con clima tropicale a due stagioni. La media annua di portata è intorno ai 136 m³/s; sempre considerando valori medi, si hanno minimi intorno ai 30—40 m³/s nel periodo febbraio—aprile, al culmine della stagione secca, e massimi di quasi 400 m³/s in ottobre, al culmine della stagione umida.